# Федосов, Иван Алексеевич
Ива́н Алексе́евич Федо́сов (11 сентября 1929, Банное, Донецкая область — 15 июня 2001, Донецк) — советский футболист, нападающий, футбольный тренер. Мастер спорта СССР.

## Биография

### Карьера игрока
В первые послевоенные годы начал выступать за ростовское «Динамо» в классе «Б». Затем несколько сезонов провёл в соревнованиях коллективов физкультуры за команды «Сталь»/«Металлург» (Красный Сулин) и «Шахтёр» (Шахты).
В 1952 году перешёл в «Шахтёр» (Сталино). Дебютный матч в классе «А» сыграл 30 июля 1952 года против куйбышевских «Крыльев Советов». В своём первом сезоне сыграл 3 матча в высшем дивизионе, затем два сезона команда провела в классе «Б». В первом туре сезона-1955, 10 апреля 1955 года в игре против ленинградских «Трудовых Резервов» забил свой первый гол в высшей лиге. В 1957 году принёс команде победу в первой международной игре против команды из Западной Европы, забив два гола с пенальти в ворота западногерманского клуба «Киккерс» (Оффенбах). В 1958—1959 годах был капитаном «Шахтёра», в октябре 1959 года после беспорядков на матче «Шахтёр»-ЦСКА был снят с должности капитана. Летом 1960 года покинул команду, когда новый тренер «Шахтёра» Олег Ошемков стал омолаживать состав.
Дважды включался в списки лучших футболистов УССР — в 1958 году вошёл в число 12 лучших игроков (под № 2 среди нападающих), в 1959 году — в число 44-х лучших (под № 1 среди нападающих).
Всего в составе «Шахтёра» сыграл 169 матчей и забил 44 гола в первенствах СССР, в том числе в высшем дивизионе — 124 матча и 30 голов.
Во второй половине 1960 года выступал за николаевский «Судостроитель», а в 1961 году был играющим тренером в команде КФК «Металлург» (Красный Сулин).

### Карьера тренера
В 1961—1963 годах работал в тренерском штабе клуба «Азовец» (Жданов), с мая 1963 года был главным тренером. В 1965 году до мая возглавлял северодонецкий «Химик», затем до июля снова работал с «Азовцем». Затем возглавлял клубы «Шахтёр» (Торез), «Металлург» (Красный Сулин) и «Авангард» (Севастополь).

## Стиль игры
Несмотря на то, что номинально был нападающим, фактически выполнял обязанности диспетчера. Обладал невысокой скоростью, но, по словам партнёров, «дополнял скоростников умением создавать узоры, плести кружева вблизи штрафной площади чужой команды. А плел затем, чтобы дать возможность максимально приблизиться своим напарникам, занять выгодную позицию и словно на блюдечке с голубой каемкой выложить напарнику мяч. И тому оставалось лишь переправить мяч в ворота». Несмотря на внешнюю скромность, был лидером и авторитетом в команде.
Скончался 15 июня 2001 года в Донецке на 71-м году жизни.